# Van't Hoff (cràter)

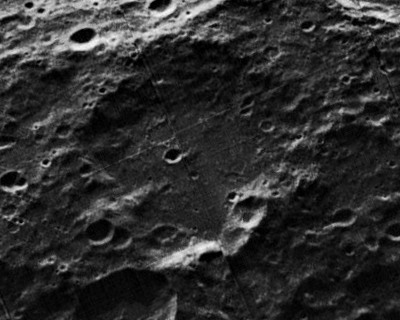
Imatge obliqua de la missió Lunar Orbiter 5

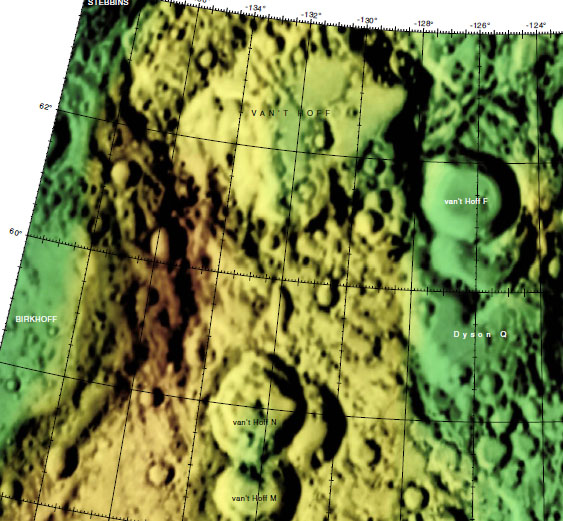
Entorn de Van't Hoff

Van't Hoff és un cràter d'impacte localitzat al nord-est de la plana emmurallada del cràter Birkhoff, pertanyent a la cara oculta de la Lluna. Al nord-oest es troba el cràter Stebbins, i a l'est apareix Dyson, més petit. Aquest cràter es troba en altes latituds septentrionals de la superfície lunar, gairebé a dos terços del recorregut des de l'equador fins al pol.

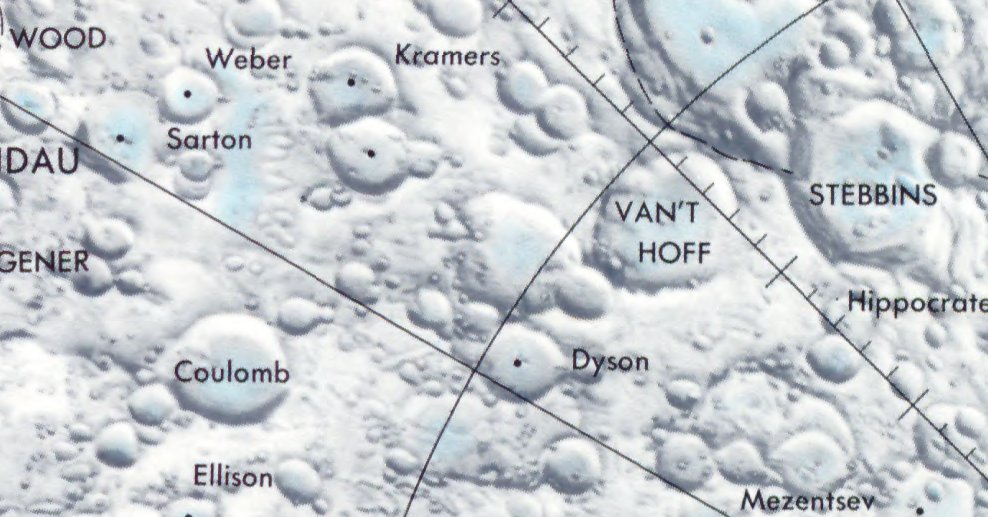
Localització de Van't Hoff (centre de la meitat dreta de la imatge)

La vora exterior de Van't Hoff està molt erosionada, amb la forma del cràter distorsionada per impactes posteriors. El límit de la vora apareix mal definit en la meitat occidental, on la paret interna és anormalment ampla. Aquesta vora pot haver quedada coberta per materials ejectats d'altres impactes situats cap a l'oest. En la cara oriental, el cràter s'ha fusionat amb un o dos impactes, produint una doble protuberància cap a l'exterior. Es localitzen diversos impactes més petits en la vora aquest, amb una marca en la superfície que forma un canal que s'allunya cap al nord-est al llarg de gairebé un diàmetre del cràter. Gran part del sòl interior de Van't Hoff és relativament pla, i està marcat per alguns petits cràters. El més prominent d'aquests és un petit cràter en forma de copa en la meitat sud.